# Thijs van Amerongen
Thijs van Amerongen (né le 18 juillet 1986 à Warnsveld, dans la province de la Gueldre, aux Pays-Bas) est un coureur cycliste néerlandais, spécialiste du cyclo-cross.

## Biographie
Lors du début de la saison 2014-2015, il remporte au mois d'octobre deux victoires UCI lors du Kiremko Nacht van Woerden et du Grand-Prix de la Commune de Contern. Fin décembre, des tests révèlent qu'il est victime de surentraînement et doit renoncer à la suite de sa saison.
Après la saison de cyclo-cross 2017/2018, il met un terme à sa carrière cycliste.

## Palmarès en cyclo-cross
- 2003-2004
  -  Champion des Pays-Bas de cyclo-cross juniors
  - Superprestige juniors #2, Saint-Michel-Gestel
- 2006-2007
  -  Champion des Pays-Bas de cyclo-cross espoirs
- 2007-2008
  - Superprestige espoirs #2, Hamme-Zogge
  - Superprestige espoirs #6, Diegem
  - Krawatencross espoirs, Lille
- 2011-2012
  - 2e du championnat des Pays-Bas de cyclo-cross
- 2012-2013
  - 3e du championnat des Pays-Bas de cyclo-cross
  - 9e du championnat du monde de cyclo-cross
  - 9e de la Coupe du monde
- 2013-2014
  - 3e du championnat des Pays-Bas
  - 10e de la Coupe du monde
- 2014-2015
  - Kiremko Nacht van Woerden
  - Grand-Prix de la Commune de Contern, Contern
- 2015-2016
  - 6e du championnat d'Europe de cyclo-cross
- 2017-2018
  - GP Lambach, Stadl-Paura

## Palmarès sur route
- 2004
  - 1re étape du Tour d'Irlande juniors (contre-la-montre)